# Magnus Jøndal
Magnus Jøndal, född 7 februari 1988, är en norsk tidigare handbollsspelare (vänstersexa).
Jøndal avslutade sin karriär 2021. Det sista han gjorde var att delta vid OS i Tokyo.

## Meriter
Med landslag
- VM 2017 i Frankrike:  Silver
- VM 2019 i Tyskland/Danmark:  Silver
- EM 2020 i Sverige/Norge/Österrike:  Brons

Med klubblag
- Tysk mästare 2019 med SG Flensburg-Handewitt
- Tysk supercupmästare 2019 med SG Flensburg-Handewitt

Individuella utmärkelser
- All-Star Team som bäste vänstersexa i VM 2019
- All-Star Team som bäste vänstersexa i EM 2020